# Ерден
Ерден е село в Северозападна България. То се намира в община Бойчиновци, област Монтана.

## Обществени институции
В село Ерден за първи път се открива килийно училище по инициатива на Църквата през 1844 г. Първи учител е бил Децо Младенов, родом от същото село, учил се в село Вълкова-слатина.
Храмът „Света Параскева“ е на над 140 години. Предполага се, че в градежа му са използвани камъни от близката крепост „Калето“ от римско време. През 2006 година е извършено обновление на храма.

## Спорт
- Футболният отбор на Ерден – Кариана играе във Втора Лига на България за сезон 2019/2020.
- Вторият отбор на селото е Хайдут 2014 и участва в Монтанската А областна група
- VIII Европейско първенство по парашутизъм[3]

## Други
- АВА Летателен център, Летище Ерден – открито на 12 август 2006 година.